# Červencový sloup
Červencový sloup (francouzsky Colonne de Juillet) je pamětní sloup na náměstí Place de la Bastille v Paříži. Upomíná na Červencovou revoluci v roce 1830, která vedla k pádu Karla X. a nastolení konstituční monarchie v čele s Ludvíkem Filipem, tzv. Červencové monarchie. Nebyl tedy vztyčen na památku Francouzské revoluce z roku 1789, jak se někdy mylně prezentuje.

## Historie
Již v roce 1792 se uvažovalo o vybudování pomníku na místě zbořené Bastily. Na tomto místě byla během Prvního císařství vybudována okrouhlá fontána, v jejímž středu stála socha slona. Jednalo se pouze o sádrový model, protože na vybudování skutečné sochy se nenašlo nikdy dostatek finančních prostředků. Konečný projekt sloupu schválil až král Ludvík Filip v roce 1833. Vztyčen byl v roce 1839 a roku 1840 slavnostně odhalen.

## Popis
Pomník byl inspirován Trajánovým sloupem v Římě. Technickou stránkou projektu byl pověřen architekt Jean-Antoine Alavoine a výzdobu provedl architekt Louis Duc. Celková výška sloupu činí 46,3 m. Červencový sloup spočívá na kruhovém podstavci se základnou z bílého mramoru. Na ní je čtvercový sokl zdobený bronzovými medailony, které představují Červencový kříž (Řád Červencového kříže), hlavu Medusy, Chartu roku 1830 (ústava Červencové monarchie) a Váhy spravedlnosti. Bronzový válec nese jména 504 obětí Červencové revoluce. Vrcholek sloupu je ozdoben pozlacenou bronzovou sochou Augusta Dumonta Duch Svobody (Génie de la Liberté).
V základech sloupu byly vybudovány pohřební komory pro ostatky 504 obětí revolučních dnů roku 1830. Kromě nich sem byla uložena těla téměř 200 obětí revoluce v roce 1848.
| „                      | Pro slávu francouzských občanů, kteří se ozbrojili a bojovali za obranu občanských svobod v památných dnech 27., 28., 29. července 1830. | “ |
| — Nápis na patě sloupu | |   |